# Газан (мыс)
Газан (укр. Газан) — одна из северных точек Керченского полуострова, мыс на востоке Крыма на территории Ленинского района (Крым). На берегу Азовского моря.  Расположен севернее села Юркино.
Береговая линия мыса местами обрывистая. Мыс Газан расположен в непосредственной близости на юго-запад от мыса Хрони. 
Южнее в Керченский полуостров вдается бухта Булганак.